# راقابة وظيفية (مكان العمل)

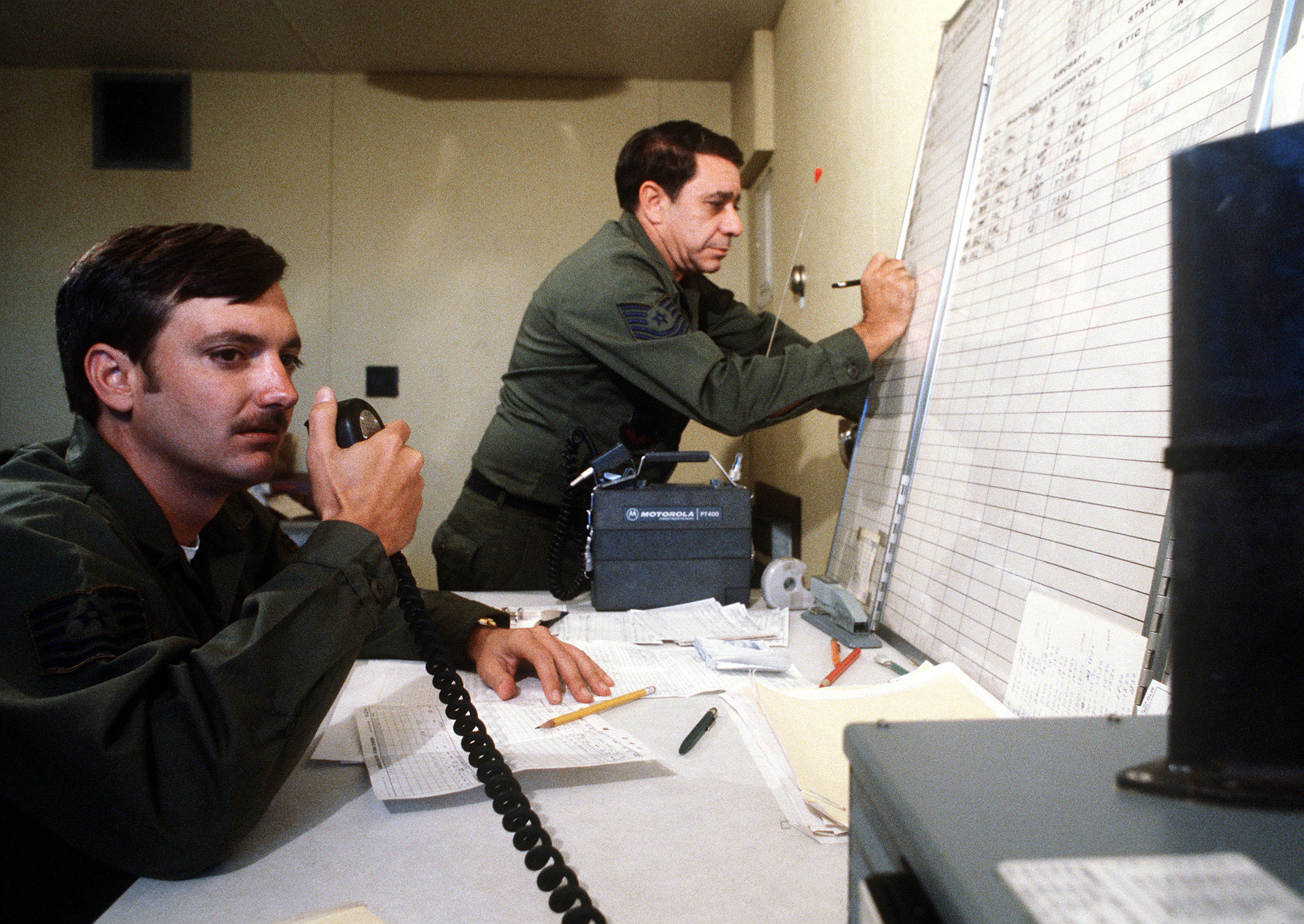
Louisiana ANG sergeants 1982

الرقابة الوظيفة Job control هو قدرة الشخص على التأثير على ما يحدث في بيئته العملية، ولا سيما بالتأثير على المسائل التي لها صلة به أو لها أهداف شخصية. ويمكن أن تشمل المراقبة المهنية للسيطرة على مهام العمل، والسيطرة على وتيرة العمل والحركة الفيزيائية، والسيطرة على البيئة الاجتماعية والتقنية، والتحرر من الرقابة. هي نهاية مراحل النشاط الإداري حيث تنطوي على قياس نتائج الأعمال لمعرفة أماكن الانحرافات وتصحيح الأخطاء بغرض التأكد من أن الخطط المرسومة قد نفذت وأن الأهداف الموضوعة قد حققت على أكمل وجه، ويتضح من ذلك بأن للرقابة علاقة وثيقة بنتائج العاملين في المشروع.
كان ينظر إلى الحكم الذاتي في مكان العمل كشكل من أشكال متخصصة لمفهوم أعم من السيطرة.
ويرى هنري فايول وهو أحد مؤسسي مدرسة الإدارة العلمية أن الرقابة هي: (التأكد من أن كل شئ في المنظمة يتم وفق الخطط الموضوعة، والتعليمات الصادرة، والمبادئ المعتمدة)، وذلك بهدف كشف مواطن الضعف وتصحيحها.

## الارتباط مع العوامل الأخرى
على سبيل المثال جورج فريدمان، يقول جودة العمل تعتمد على الموظفين ومهاراتهم وقدراتهم على التحكم في صنع القرار أثناء العمل.
روبرت بلاينير وجد أن التحكم في العمل يرتبط ارتباطا وثيقا مع الهيبة المهنية و الرضا الوظيفي. الرضا الوظيفي ومراقبة العمل تميل إلى أن تكون أعلى لدى الإداريين والعاملين المحترفين من العمال غير المهرة.
ووجد التحليل التجميعي لعام 1986 جمعية من مستويات عالية من الرقابة المتصورة مع «مستويات عالية من الرضا عن العمل [...]، الالتزام، والمشاركة، الأداء والحافز، ومستويات منخفضة من الأعراض الجسدية، الاضطراب العاطفي، ودور الإجهاد، الغياب، عزم التعاقب الوظيفي، والدوران الوظيفي وهو معدل دوران وانحراف في بقاء العمالة البشرية الموجودة لدى الشركة ويضعف الشركات ماليا ومعنويا وتطويريا وانواعه: داخلي - خارجي - انهاء خدمات - الذهاب للمنافسين - احلال وتبديل».